# Zaak-Wens
De Zaak-Wens is een Belgische assisenzaak uit de jaren negentig. Ze betrof de drievoudige huurmoordenaar Michel Wens.

## Zaak
Op 18 april 1996 werd Antoine De Caluwé dood in bed teruggevonden. Alles wees op een natuurlijk overlijden, tot zijn stiefdochter vertelde dat ze hem om hulp had horen roepen. Er werd een onderzoek gestart en zijn vrouw, Helena Crynen, gaf toe dat ze de opdracht had gegeven om haar man te vermoorden. De moordenaar was een ex collega van Antoine De Caluwé, Michel Wens.
Tijdens het onderzoek kwam boven dat Wens nog twee verdere moorden op zijn geweten had. In 1991 had hij Maria Bogaert vermoord, in opdracht van haar toenmalige man Antoine De Caluwé. Dit onderzoek werd heropend omdat wetsdokters in 1991 hadden vastgesteld dat Bogaert overleden zou zijn door zichzelf van het leven te benemen. Ook had Wens in 1993 zijn schoonvader, Jean Meert, vermoord om zijn erfenis veilig te stellen. Hij had hem in zijn slaap met een kussen verstikt. Bij deze moord werd hij bijgestaan door zijn zoon, Chris Wens, die als chauffeur diende.
Het hof van assisen veroordeelde Michel Wens in 1999 tot levenslange gevangenisstraf. Helena Crynen kreeg vijftien jaar. Chris Wens kreeg slechts een lichte straf, omdat hij maar een tweederangs rol had gespeeld en onder zware druk van zijn vader had gestaan: vijf jaar voorwaardelijk.
Michel Wens overleed elf jaar later in de gevangenis. Chris Wens werd zes jaar na zijn vrijlating, in 2005, opnieuw voor het hof van assisen gebracht. Op 28 mei 2003 had hij, omdat hij de huur niet meer kon betalen, zijn huisbaas (tevens de ex-vriend van zijn vrouw) met een hamer en een mes vermoord. Deze keer kreeg hij levenslang.